# Trapper Lake (Wyoming)
Der Trapper Lake ist ein See im Grand-Teton-Nationalpark im Westen des US-Bundesstaates Wyoming. Der durch Gletscher geformte See ist 180 m lang und 91 m breit und liegt auf einer Höhe von 2104 m über dem Meeresspiegel. Er liegt östlich des Mount Moran am Fuße der Teton Range im Tal Jackson Hole zwischen dem Leigh Lake im Süden und dem Jackson Lake im Norden. Ein namenloser Bach entwässert sich vom Skillet Glacier am Mount Moran in den Trapper Lake und über den 150 m südwestlich gelegenen Bearpaw Lake in die Bearpaw Bay des Jackson Lake und weiter in den Snake River. Der Trapper Lake kann über einen 14,8 km langen Rundwanderweg erreicht werden, der am String Lake startet und vorbei am Leigh Lake über den Leigh Lake Trail bis zu Bearpaw Lake und Trapper Lake verläuft.

## Belege
1. ↑  Geonames: Trapper Lake. Abgerufen am 3. April 2021.
2. ↑  Naturalatlas: Trapper Lake. Abgerufen am 3. April 2021 (englisch).
3. ↑  Bearpaw and Trapper Lakes (U.S. National Park Service). Abgerufen am 3. April 2021 (englisch).